# 500 Milhas de Indianápolis de 2007
As 500 Milhas de Indianápolis de 2007 foi a 91ª edição da prova e a quinta corrida da temporada de 2007 da IndyCar Series. A corrida foi disputada no dia 27 de maio no Indianapolis Motor Speedway, localizado na cidade de Speedway, Indiana. O vencedor foi o piloto escocês Dario Franchitti da equipe Andretti-Green Racing, que venceu após a corrida ser oficialmente encerrada após ser paralisada por uma forte chuva.

## Pilotos e Equipes
| Nº | Piloto            | Equipe                          | Chassis | Motor | Pneu |
| -- | ----------------- | ------------------------------- | ------- | ----- | ---- |
| 2  | Tomas Scheckter   | Vision Racing                   | Dallara | Honda | F    |
| 3  | Hélio Castroneves | Team Penske                     | Dallara | Honda | F    |
| 4  | Vitor Meira       | Panther Racing                  | Dallara | Honda | F    |
| 5  | Sarah Fisher      | Dreyer & Reinbold Racing        | Dallara | Honda | F    |
| 6  | Sam Hornish Jr.   | Team Penske                     | Dallara | Honda | F    |
| 7  | Danica Patrick    | Andretti-Green Racing           | Dallara | Honda | F    |
| 8  | Scott Sharp       | Rahal Letterman Racing          | Dallara | Honda | F    |
| 9  | Scott Dixon       | Chip Ganassi Racing             | Dallara | Honda | F    |
| 10 | Dan Wheldon       | Chip Ganassi Racing             | Dallara | Honda | F    |
| 11 | Tony Kanaan       | Andretti-Green Racing           | Dallara | Honda | F    |
| 12 | Ryan Briscoe      | Luczo Dragon Racing             | Dallara | Honda | F    |
| 14 | Darren Manning    | A. J. Foyt Enterprises          | Dallara | Honda | F    |
| 15 | Buddy Rice        | Dreyer & Reinbold Racing        | Dallara | Honda | F    |
| 17 | Jeff Simmons      | Rahal Letterman Racing          | Dallara | Honda | F    |
| 18 | Jimmy Kite        | PDM Racing                      | Panoz   | Honda | F    |
| 19 | Jon Herb          | Racing Professionals            | Dallara | Honda | F    |
| 20 | Ed Carpenter      | Vision Racing                   | Dallara | Honda | F    |
| 21 | Jaques Lazier     | Playa Del Racing                | Panoz   | Honda | F    |
| 22 | A. J. Foyt IV     | Vision Racing                   | Dallara | Honda | F    |
| 23 | Milka Duno (R)    | SAMAX Motorsport                | Dallara | Honda | F    |
| 24 | Roger Yasukawa    | Dreyer & Reinbold Racing        | Dallara | Honda | F    |
| 25 | Marty Roth        | Roth Racing                     | Dallara | Honda | F    |
| 26 | Marco Andretti    | Andretti-Green Racing           | Dallara | Honda | F    |
| 27 | Dario Franchitti  | Andretti-Green Racing           | Dallara | Honda | F    |
| 31 | Phil Giebler (R)  | Playa Del Racing                | Panoz   | Honda | F    |
| 33 | John Andretti     | Panther Racing                  | Dallara | Honda | F    |
| 39 | Michael Andretti  | Andretti-Green Racing           | Dallara | Honda | F    |
| 40 | P. J. Jones       | Team Leader/Dollander Racing    | Dallara | Honda | F    |
| 50 | Al Unser Jr.      | Dreyer & Reinbold Racing        | Dallara | Honda | F    |
| 55 | Kosuke Matsuura   | Panther Racing                  | Dallara | Honda | F    |
| 77 | Roberto Moreno    | Chastain Motorsports            | Panoz   | Honda | F    |
| 91 | Richie Hearn      | Hemelgarn Racing                | Dallara | Honda | F    |
| 98 | Alex Barron       | CURB/Agajanian/Beck Motorsports | Dallara | Honda | F    |
| 99 | Buddy Lazier      | Sam Schmidt Motorsports         | Dallara | Honda | F    |
| 02 | Davey Hamilton    | Vision Racing                   | Dallara | Honda | F    |

- (R) - Rookie
- Roberto Pupo Moreno substituiu o francês Stéphan Grégoire, que sofreu um acidente nos treinos.

## Resultados

### Treino classificatório

#### Pole Day
| Pole Day - 12 de maio      | Pole Day - 12 de maio | Pole Day - 12 de maio | Pole Day - 12 de maio | Pole Day - 12 de maio | Pole Day - 12 de maio | Pole Day - 12 de maio | Pole Day - 12 de maio | Pole Day - 12 de maio |
| Pos                        | Nº                    | Piloto                | Equipe                | Volta 1               | Volta 2               | Volta 3               | Volta 4               | Tempo total           |
| -------------------------- | --------------------- | --------------------- | --------------------- | --------------------- | --------------------- | --------------------- | --------------------- | --------------------- |
| 1                          | 3                     | Hélio Castroneves     | Team Penske           | 39.8371               | 39.8845               | 39.8538               | 39.8460               | 2:39.4214             |
| 2                          | 11                    | Tony Kanaan           | Andretti-Green Racing | 39.8438               | 39.8238               | 39.8594               | 39.9364               | 2:39.4634             |
| 3                          | 27                    | Dario Franchitti      | Andretti-Green Racing | 39.9861               | 39.9486               | 39.9435               | 39.9860               | 2:39.8642             |
| 4                          | 9                     | Scott Dixon           | Chip Ganassi Racing   | 39.9718               | 39.9426               | 39.9944               | 40.0048               | 2:39.9136             |
| 5                          | 6                     | Sam Hornish Jr.       | Team Penske           | 39.9282               | 39.9263               | 39.8973               | 40.1709               | 2:39.9227             |
| 6                          | 10                    | Dan Wheldon           | Chip Ganassi Racing   | 40.0591               | 40.0361               | 40.0580               | 40.1025               | 2:40.2557             |
| 7                          | 12                    | Ryan Briscoe          | Luczo-Dragon Racing   | 40.0407               | 40.1125               | 40.1139               | 40.1537               | 2:40.4208             |
| 8                          | 7                     | Danica Patrick        | Andretti-Green Racing | 40.1472               | 40.1514               | 40.1706               | 40.1904               | 2:40.6596             |
| 9                          | 26                    | Marco Andretti        | Andretti-Green Racing | 40.3030               | 40.3059               | 40.3216               | 40.2881               | 2:41.2186             |
| 10                         | 2                     | Tomas Scheckter       | Vision Racing         | 40.3833               | 40.3652               | 40.3755               | 40.3998               | 2:41.5238             |
| 11                         | 39                    | Michael Andretti      | Andretti-Green Racing | 40.4369               | 40.4448               | 40.3686               | 40.3377               | 2:41.5880             |
| Relatório[ligação inativa] |                       |                       |                       |                       |                       |                       |                       |                       |

- (R) - Rookie

#### Segundo dia
| Segundo dia - 13 de maio   | Segundo dia - 13 de maio | Segundo dia - 13 de maio | Segundo dia - 13 de maio | Segundo dia - 13 de maio | Segundo dia - 13 de maio | Segundo dia - 13 de maio | Segundo dia - 13 de maio | Segundo dia - 13 de maio |
| Pos                        | Nº                       | Piloto                   | Equipe                   | Volta 1                  | Volta 2                  | Volta 3                  | Volta 4                  | Tempo total              |
| -------------------------- | ------------------------ | ------------------------ | ------------------------ | ------------------------ | ------------------------ | ------------------------ | ------------------------ | ------------------------ |
| 12                         | 8                        | Scott Sharp              | Rahal Letterman Racing   | 40.1403                  | 40.1683                  | 40.2303                  | 40.2652                  | 2:40.8041                |
| 13                         | 17                       | Jeff Simmons             | Rahal Letterman Racing   | 40.1976                  | 40.2302                  | 40.2432                  | 40.2642                  | 2:40.9352                |
| 14                         | 20                       | Ed Carpenter             | Vision Racing            | 40.2700                  | 40.2758                  | 40.2705                  | 40.2614                  | 2:41.0777                |
| 15                         | 14                       | Darren Manning           | A. J. Foyt Enterprises   | 40.2646                  | 40.2499                  | 40.3001                  | 40.2804                  | 2:41.0950                |
| 16                         | 15                       | Buddy Rice               | Dreyer & Reinbold Racing | 40.3948                  | 40.3803                  | 40.4007                  | 40.3854                  | 2:41.5612                |
| 17                         | 55                       | Kosuke Matsuura          | Panther Racing           | 40.4031                  | 40.4514                  | 40.4543                  | 40.4202                  | 2:41.7290                |
| 18                         | 22                       | A. J. Foyt IV            | Vision Racing            | 40.4251                  | 40.4505                  | 40.4815                  | 40.5036                  | 2:41.8607                |
| 19                         | 4                        | Vitor Meira              | Panther Racing           | 40.4026                  | 40.4607                  | 40.5260                  | 40.5303                  | 2:41.9196                |
| 20                         | 02                       | Davey Hamilton           | Vision Racing            | 40.4824                  | 40.4959                  | 40.4816                  | 40.4639                  | 2:41.9238                |
| 21                         | 5                        | Sarah Fisher             | Dreyer & Reinbold Racing | 40.5424                  | 40.5814                  | 40.5408                  | 40.5268                  | 2:42.1914                |
| 22                         | 99                       | Buddy Lazier             | Sam Schmidt Motorsports  | 40.6223                  | 40.6660                  | 40.6634                  | 40.6648                  | 2:42.6165                |
| Relatório[ligação inativa] |                          |                          |                          |                          |                          |                          |                          |                          |

- (R) - Rookie

#### Terceiro dia
| Terceiro dia - 19 de maio  | Terceiro dia - 19 de maio | Terceiro dia - 19 de maio | Terceiro dia - 19 de maio       | Terceiro dia - 19 de maio | Terceiro dia - 19 de maio | Terceiro dia - 19 de maio | Terceiro dia - 19 de maio | Terceiro dia - 19 de maio |
| Pos                        | Nº                        | Piloto                    | Equipe                          | Volta 1                   | Volta 2                   | Volta 3                   | Volta 4                   | Tempo total               |
| -------------------------- | ------------------------- | ------------------------- | ------------------------------- | ------------------------- | ------------------------- | ------------------------- | ------------------------- | ------------------------- |
| 23                         | 24                        | Roger Yasukawa            | Dreyer & Reinbold Racing        | 40.4152                   | 40.4120                   | 40.4280                   | 40.4303                   | 2:41.6855                 |
| 24                         | 33                        | John Andretti             | Panther Racing                  | 40.5968                   | 40.5817                   | 40.5686                   | 40.5932                   | 2:42.3403                 |
| 25                         | 50                        | Al Unser, Jr.             | A.J. Foyt Racing                | 40.8554                   | 40.7589                   | 40.7654                   | 40.6074                   | 2:42.9871                 |
| 26                         | 98                        | Alex Barron               | CURB/Agajanian/Beck Motorsports | 40.8661                   | 40.8600                   | 40.7893                   | 40.7717                   | 2:43.2871                 |
| 27                         | 19                        | Jon Herb                  | Racing Professionals            | 40.7910                   | 40.7569                   | 40.9318                   | 41.0764                   | 2:43.5561                 |
| 28                         | 21                        | Jaques Lazier             | Playa Del Racing                | 40.9201                   | 40.9524                   | 41.0378                   | 41.1671                   | 2:44.0774                 |
| 29                         | 23                        | Milka Duno (R)            | SAMAX_Motorsport                | 40.9996                   | 41.0536                   | 41.0794                   | 41.0803                   | 2:44.2129                 |
| 30                         | 25                        | Marty Roth                | Roth Racing                     | 40.9202                   | 40.9679                   | 41.3031                   | 41.2509                   | 2:44.4421                 |
| —                          | 77                        | Roberto Moreno            | Chastain Motorsports            | 41.5811                   | 41.8099                   | 41.5659                   | 41.5333                   | 2:46.4902                 |
| —                          | 18                        | Jimmy Kite                | PDM Racing                      | 41.9694                   | 41.9415                   | 41.9332                   | 41.9663                   | 2:47.8104                 |
| Relatório[ligação inativa] |                           |                           |                                 |                           |                           |                           |                           |                           |

- (R) - Rookie

#### Bump Day
| Bump Day - 20 de maio | Bump Day - 20 de maio | Bump Day - 20 de maio | Bump Day - 20 de maio        | Bump Day - 20 de maio | Bump Day - 20 de maio | Bump Day - 20 de maio | Bump Day - 20 de maio | Bump Day - 20 de maio |
| Pos                   | Nº                    | Piloto                | Equipe                       | Volta 1               | Volta 2               | Volta 3               | Volta 4               | Tempo total           |
| --------------------- | --------------------- | --------------------- | ---------------------------- | --------------------- | --------------------- | --------------------- | --------------------- | --------------------- |
| 31                    | 77                    | Roberto Moreno        | Chastain Motorsports         | 40.9463               | 40.8345               | 40.8101               | 40.8230               | 2:43.4139             |
| 32                    | 91                    | Richie Hearn          | Hemelgarn Racing             | 40.9286               | 40.9309               | 40.9602               | 40.9211               | 2:43.7408             |
| 33                    | 31                    | Phil Giebler (R)      | Playa Del Racing             | 40.8709               | 40.9237               | 41.0480               | 41.0645               | 2:43.9071             |
| NQ                    | 18                    | Jimmy Kite            | PDM Racing                   | 41.9103               | —                     | —                     | —                     | sem tempo             |
| NQ                    | 40                    | P. J. Jones           | Team Leader/Dollander Racing | —                     | —                     | —                     | —                     | sem tempo             |
| Relatório             |                       |                       |                              |                       |                       |                       |                       |                       |

- (R) - Rookie

### Corrida
| Corrida - 27 de maio       | Corrida - 27 de maio | Corrida - 27 de maio | Corrida - 27 de maio            | Corrida - 27 de maio | Corrida - 27 de maio | Corrida - 27 de maio | Corrida - 27 de maio | Corrida - 27 de maio |
| Pos                        | Nº                   | Piloto               | Equipe                          | Voltas               | Tempo                | Largada              | Voltas na Liderança  | Pontos               |
| -------------------------- | -------------------- | -------------------- | ------------------------------- | -------------------- | -------------------- | -------------------- | -------------------- | -------------------- |
| 1                          | 27                   | Dario Franchitti     | Andretti-Green Racing           | 166                  | 2:44:03.5608         | 3                    | 34                   | 50                   |
| 2                          | 9                    | Scott Dixon          | Chip Ganassi Racing             | 166                  | +0.3610              | 4                    | 11                   | 40                   |
| 3                          | 3                    | Hélio Castroneves    | Team Penske                     | 166                  | +1.8485              | 1                    | 19                   | 35                   |
| 4                          | 6                    | Sam Hornish Jr.      | Team Penske                     | 166                  | +4.6324              | 5                    | 2                    | 32                   |
| 5                          | 12                   | Ryan Briscoe         | Luczo-Dragon Racing             | 166                  | +5.2109              | 7                    | 0                    | 30                   |
| 6                          | 8                    | Scott Sharp          | Rahal Letterman Racing          | 166                  | +9.3470              | 12                   | 0                    | 28                   |
| 7                          | 2                    | Tomas Scheckter      | Vision Racing                   | 166                  | +11.3823             | 10                   | 0                    | 26                   |
| 8                          | 7                    | Danica Patrick       | Andretti-Green Racing           | 166                  | +12.1789             | 8                    | 0                    | 24                   |
| 9                          | 02                   | Davey Hamilton       | Vision Racing                   | 166                  | +15.4116             | 20                   | 0                    | 22                   |
| 10                         | 4                    | Vitor Meira          | Panther Racing                  | 166                  | +17.6991             | 19                   | 0                    | 20                   |
| 11                         | 17                   | Jeff Simmons         | Rahal Letterman Racing          | 166                  | +19.7119             | 13                   | 1                    | 19                   |
| 12                         | 11                   | Tony Kanaan          | Andretti-Green Racing           | 166                  | +21.4339             | 2                    | 83                   | 21                   |
| 13                         | 39                   | Michael Andretti     | Andretti-Green Racing           | 166                  | +35.1235             | 11                   | 1                    | 17                   |
| 14                         | 22                   | A. J. Foyt IV        | Vision Racing                   | 165                  | +1 volta             | 18                   | 0                    | 16                   |
| 15                         | 98                   | Alex Barron          | CURB/Agajanian/Beck Motorsports | 165                  | +1 volta             | 26                   | 0                    | 15                   |
| 16                         | 55                   | Kosuke Matsuura      | Panther Racing                  | 165                  | +1 volta             | 17                   | 0                    | 14                   |
| 17                         | 20                   | Ed Carpenter         | Vision Racing                   | 164                  | +1 volta             | 14                   | 0                    | 13                   |
| 18                         | 5                    | Sarah Fisher         | Dreyer & Reinbold Racing        | 164                  | +2 voltas            | 21                   | 0                    | 12                   |
| 19                         | 99                   | Buddy Lazier         | Sam Schmidt Motorsports         | 164                  | +2 voltas            | 22                   | 0                    | 12                   |
| 20                         | 14                   | Darren Manning       | A. J. Foyt Enterprises          | 164                  | +2 voltas            | 15                   | 0                    | 12                   |
| 21                         | 24                   | Roger Yasukawa       | Dreyer & Reinbold Racing        | 164                  | +2 voltas            | 23                   | 0                    | 12                   |
| 22                         | 10                   | Dan Wheldon          | Chip Ganassi Racing             | 163                  | Contato              | 6                    | 0                    | 12                   |
| 23                         | 91                   | Richie Hearn         | Hemelgarn Racing                | 163                  | +3 voltas            | 32                   | 0                    | 12                   |
| 24                         | 26                   | Marco Andretti       | Andretti-Green Racing           | 162                  | Contato              | 9                    | 13                   | 12                   |
| 25                         | 15                   | Buddy Rice           | Dreyer & Reinbold Racing        | 162                  | Contato              | 16                   | 0                    | 10                   |
| 26                         | 50                   | Al Unser Jr.         | A. J. Foyt Enterprises          | 161                  | +5 voltas            | 25                   | 0                    | 10                   |
| 27                         | 21                   | Jaques Lazier        | Playa Del Racing                | 155                  | Contato              | 28                   | 2                    | 10                   |
| 28                         | 25                   | Marty Roth           | Roth Racing                     | 148                  | Contato              | 30                   | 0                    | 10                   |
| 29                         | 31                   | Phil Giebler (R)     | Playa Del Racing                | 106                  | Contato              | 33                   | 0                    | 10                   |
| 30                         | 33                   | John Andretti        | Panther Racing                  | 95                   | Contato              | 24                   | 0                    | 10                   |
| 31                         | 23                   | Milka Duno (R)       | SAMAX Motorsport                | 65                   | Contato              | 29                   | 0                    | 10                   |
| 32                         | 19                   | Jon Herb             | Racing Professionals            | 51                   | Contato              | 27                   | 0                    | 10                   |
| 33                         | 77                   | Roberto Moreno       | Chastain Motorsports            | 36                   | Contato              | 31                   | 0                    | 10                   |
| Relatório[ligação inativa] |                      |                      |                                 |                      |                      |                      |                      |                      |

- (R) - Rookie